# FK Dynamo Brest
FK Dynamo Brest (bělorusky: ФК Дынама Брэст) je běloruský fotbalový klub z města Brest. Vznikl v roce 1960. Jednou vyhrál běloruskou nejvyšší soutěž (2019) a třikrát získal běloruský pohár (2007, 2017, 2018). Pětkrát se podíval do evropských pohárů. Při svém založení nesl název Spartak Brest, od roku 1972 Bug Brest a od roku 1976 nesl název současný, roku 2012 ho změnil na FC Brest (z důvodů právních tahanic se sportovní asociací Dynamo), ale již za rok se vrátil k názvu Dynamo. Za sovětské éry klub nejvyšší soutěž nikdy nehrál, ale dostal se do ní po osamostatnění Běloruska v roce 1992 a od té doby ji nikdy neopustil. Své domácí zápasy hraje na stadionu Oblastní brestský sportovní komplex (Абласны спартыўны комплекс «Брэсцкi»), který má kapacitu 10 tisíc diváků. Klubovými barvami jsou modrá a bílá. Zajímavostí je, že v roce 2018 první mužstvo vedl český trenér Radoslav Látal a v letech 2018-2019 další Čech Marcel Lička (který předtím dělal Látalovi asistenta). Byl to právě Marcel Lička, kdo dovedl Brest k historickému titulu.

## Výsledky v evropských pohárech
| Sezóna  | Soutěž           | Kolo        | Země                | Soupeř             | Doma | Venku | Celkové skóre |
| ------- | ---------------- | ----------- | ------------------- | ------------------ | ---- | ----- | ------------- |
| 2007–08 | Pohár UEFA       | 1. předkolo | Lotyšsko            | Liepājas Metalurgs | 1–2  | 1–1   | 2–3           |
| 2017–18 | Evropská liga    | 2. předkolo | Rakousko            | SCR Altach         | 0–3  | 1–1   | 1–4           |
| 2018–19 | Evropská liga    | 2. předkolo | Řecko               | Atromitos Athény   | 4–3  | 1–1   | 5–4           |
| 2018–19 | Evropská liga    | 3. předkolo | Kypr                | Apollon Limassol   | 1–0  | 0–4   | 1–4           |
| 2020–21 | Liga mistrů      | 1. předkolo | Kazachstán          | FC Astana          | 6–3  | —     | —             |
| 2020–21 | Liga mistrů      | 2. předkolo | Bosna a Hercegovina | FK Sarajevo        | 2–1  | —     | —             |
| 2020–21 | Liga mistrů      | 3. předkolo | Izrael              | Maccabi Tel Aviv   | —    | 0–1   | —             |
| 2020–21 | Evropská liga    | 4. předkolo | Bulharsko           | Ludogorec Razgrad  | 0–2  | —     | —             |
| 2021–22 | Konferenční liga | 2. předkolo | Česko               | Viktoria Plzeň     | 1–2  | 1–2   | 2–4           |

## Výsledky v domácí soutěži
| Sezóna  | Úroveň ligy | Umístění v lize | Domácí pohár     |
| ------- | ----------- | --------------- | ---------------- |
| 1992    | 1.          | 3.              | semifinále       |
| 1992–93 | 1.          | 7.              | osmifinále       |
| 1993–94 | 1.          | 8.              | semifinále       |
| 1994–95 | 1.          | 10.             | osmifinále       |
| 1995    | 1.          | 10.             | osmifinále       |
| 1996    | 1.          | 10.             | osmifinále       |
| 1997    | 1.          | 7.              | čtvrtfinále      |
| 1998    | 1.          | 9.              | osmifinále       |
| 1999    | 1.          | 7.              | osmifinále       |
| 2000    | 1.          | 10.             | čtvrtfinále      |
| 2001    | 1.          | 11.             | osmifinále       |
| 2002    | 1.          | 10.             | semifinále       |
| 2003    | 1.          | 11.             | osmifinále       |
| 2004    | 1.          | 8.              | šestnáctifinále  |
| 2005    | 1.          | 8.              | osmifinále       |
| 2006    | 1.          | 9.              | semifinále       |
| 2007    | 1.          | 12.             | Zlatá medaile    |
| 2008    | 1.          | 6.              | osmifinále       |
| 2009    | 1.          | 5.              | šestnáctifinále  |
| 2010    | 1.          | 5.              | šestnáctifinále  |
| 2011    | 1.          | 10.             | čtvrtfinále      |
| 2012    | 1.          | 8.              | čtvrtfinále      |
| 2013    | 1.          | 8.              | čtvrtfinále      |
| 2014    | 1.          | 11.             | osmifinále       |
| 2015    | 1.          | 12.             | čtvrtfinále      |
| 2016    | 1.          | 8.              | osmifinále       |
| 2017    | 1.          | 4.              | Zlatá medaile    |
| 2018    | 1.          | 6.              | Zlatá medaile    |
| 2019    | 1.          | Zlatá medaile   | osmifinále       |
| 2020    | 1.          | 4.              | Stříbrná medaile |
| 2021    | 1.          | 6.              | osmifinále       |
| 2022    | 1.          | 13.             | čtvrtfinále      |
| 2023    | 1.          | 10.             | osmifinále       |